# Anthrax astarte
Anthrax astarte är en tvåvingeart som först beskrevs av Christian Rudolph Wilhelm Wiedemann 1830.  Anthrax astarte ingår i släktet Anthrax och familjen svävflugor. Inga underarter finns listade i Catalogue of Life.